# Root (Lucerne)
Pour les articles homonymes, voir Root.
Root est une commune suisse du canton de Lucerne, située dans l'arrondissement électoral de Lucerne-campagne.

## Histoire
Le 3 mars 2024, les habitants de la commune de Root décident, à 83,7 %, d'intégrer la commune voisine d'Honau. Celle-ci sera effective au 1er janvier 2025.

Vue aérienne (1953)